# りそなプルダニア銀行
りそなプルダニア銀行（りそなプルダニアぎんこう、インドネシア語: PT. Bank Resona Perdania）は、インドネシアジャカルタに本店を置く銀行。
りそなホールディングスならびにりそな銀行傘下の海外銀行であり、現在は横浜銀行、大同生命も株主となっている。
りそなグループにおける海外拠点でのフルバンキング機能を保有し、在インドネシア日系企業との取引を展開する。一時は香港の民間銀行である東亜銀行との合弁銀行であった。
銀行名である「プルダニア」の語源は、インドネシア語の「商業（Perdagangan）」、「工業（Perindustrian）」、「農業（Pertanian）」を組み合わせた造語で、インドネシアの産業振興に貢献することを目標として付けられたものである。

## 沿革
- 1958年、旧大和銀行によって「プルダニア銀行」として開業[6]（インドネシアにおける日系合弁企業第一号）。
- 1975年、本店新社屋竣工。
- 1989年、スラバヤ支店開設。
- 2003年、「りそなプルダニア銀行」に名称変更。
- 2018年、東亜銀行・Vision Well Limitedに代わって横浜銀行、大同生命が資本参加[3][7]。